# Natação nos Jogos Pan-Americanos de 2019 - 200 m peito masculino
As competições dos 200 metros peito masculino da natação nos Jogos Pan-Americanos de 2019 foram realizadas em 8 de agosto no Centro Aquático Nacional, em Lima, no Peru. 

## Calendário
Horário local (UTC-5).
| Data        | Horário | Fase          |
| ----------- | ------- | ------------- |
| 8 de agosto | 11:31   | Eliminatórias |
| 8 de agosto | 21:13   | Final B       |
| 8 de agosto | 21:17   | Final A       |

## Medalhistas
| Ouro   | USA Will Licon     |
| Prata  | USA Nic Fink       |
| Bronze | MEX Miguel de Lara |

## Recordes
Antes desta competição, os recordes mundiais e pan-americanos da prova eram os seguintes:
| Tipo                             | Atleta            | Tempo   | Local   | Data                |
| -------------------------------- | ----------------- | ------- | ------- | ------------------- |
|                                  | RUS Anton Chupkov | 2m06s12 | Gwangju | 26 de julho de 2019 |
| Recorde dos Jogos Pan-Americanos | BRA Thiago Simon  | 2m09s82 | Toronto | 15 de julho de 2015 |

Os seguintes novos recordes foram estabelecidos durante esta competição:
| Data        | Evento | Atleta         | Tempo   | Notas                            |
| ----------- | ------ | -------------- | ------- | -------------------------------- |
| 8 de agosto | Final  | USA Will Licon | 2:07.62 | Recorde dos Jogos Pan-Americanos |

## Resultados

### Eliminatórias
A eliminatória foi realizada em 8 de agosto. 
| Pos. | Bateria | Raia | Nadador                   | Nacionalidade                | Tempo   | Notas |
| ---- | ------- | ---- | ------------------------- | ---------------------------- | ------- | ----- |
| 1    | 2       | 4    | Nicolas Fink              | USA Estados Unidos           | 2:10.02 | QA    |
| 2    | 3       | 4    | Will Licon                | USA Estados Unidos           | 2:10.62 | QA    |
| 3    | 1       | 4    | Miguel de Lara            | MEX México                   | 2:11.82 | QA    |
| 4    | 2       | 5    | Mauro Castillo Luna       | MEX México                   | 2:13.07 | QA    |
| 5    | 3       | 3    | Carlos Claverie           | VEN Venezuela                | 2:13.57 | QA    |
| 6    | 1       | 3    | Gabriel Morelli           | ARG Argentina                | 2:13.64 | QA    |
| 6    | 2       | 3    | Marco Guarente            | VEN Venezuela                | 2:13.64 | QA,   |
| 8    | 1       | 5    | James Dergousoff          | CAN Canadá                   | 2:13.73 | QA    |
| 9    | 2       | 6    | Jorge Murillo             | COL Colômbia                 | 2:14.09 | QB    |
| 10   | 3       | 6    | Carlos Mahecha            | COL Colômbia                 | 2:14.30 | QB    |
| 11   | 3       | 5    | Caio Pumputis             | BRA Brasil                   | 2:14.77 | WD    |
| 12   | 1       | 2    | Adriel Sanes              | ISV Ilhas Virgens Americanas | 2:17.56 | QB    |
| 13   | 1       | 6    | Julio Horrego             | HON Honduras                 | 2:18.21 | QB    |
| 14   | 2       | 7    | Martin Melconian          | URU Uruguai                  | 2:21.72 | WD    |
| 15   | 1       | 7    | José Galvez Engels        | CHI Chile                    | 2:23.50 | QB    |
| 16   | 2       | 2    | Édgar Crespo              | PAN Panamá                   | 2:24.12 | QB    |
| 17   | 2       | 1    | Giordano Gonzales         | PER Peru                     | 2:24.49 | QB    |
| 18   | 3       | 7    | Arnoldo Herrera           | CRC Costa Rica               | 2:24.96 | QB    |
| 19   | 3       | 8    | Víctor Fernández Cruz     | CUB Cuba                     | 2:25.17 |       |
| 20   | 3       | 1    | Luis Weekes               | BAR Barbados                 | 2:25.95 |       |
| 21   | 2       | 8    | Alexandre Grand'Pierre    | HAI Haiti                    | 2:27.06 |       |
| 22   | 1       | 1    | William Tyler Russell     | BAH Bahamas                  | 2:29.37 |       |
| 23   | 1       | 8    | Patricio Figueroa Raygada | PER Peru                     | 2:29.62 |       |
| 24   | 3       | 2    | Josue Dominguez           | DOM República Dominicana     | 2:33.41 |       |

### Final B
A final B foi realizada em 8 de agosto. 
| Pos. | Raia | Nadador            | Nacionalidade                | Tempo   | Notas |
| ---- | ---- | ------------------ | ---------------------------- | ------- | ----- |
| 9    | 4    | Jorge Murillo      | COL Colômbia                 | 2:13.59 |       |
| 10   | 5    | Carlos Mahecha     | COL Colômbia                 | 2:15.68 |       |
| 11   | 3    | Adriel Sanes       | ISV Ilhas Virgens Americanas | 2:16.40 |       |
| 12   | 6    | Julio Horrego      | HON Honduras                 | 2:17.90 |       |
| 13   | 7    | Édgar Crespo       | PAN Panamá                   | 2:21.60 |       |
| 14   | 2    | José Galvez Engels | CHI Chile                    | 2:23.97 |       |
| 15   | 1    | Giordano Gonzales  | PER Peru                     | 2:24.11 |       |
| 16   | 8    | Arnoldo Herrera    | CRC Costa Rica               | DNS     |       |

### Final A
A final A foi realizada em 8 de agosto. 
| Pos.              | Raia | Nadador             | Nacionalidade      | Tempo   | Notas                            |
| ----------------- | ---- | ------------------- | ------------------ | ------- | -------------------------------- |
| Medalha de ouro   | 5    | Will Licon          | USA Estados Unidos | 2:07.62 | Recorde dos Jogos Pan-Americanos |
| Medalha de prata  | 4    | Nicolas Fink        | USA Estados Unidos | 2:08.16 |                                  |
| Medalha de bronze | 3    | Miguel de Lara      | MEX México         | 2:11.23 | Recorde nacional                 |
| 4                 | 6    | Mauro Castillo Luna | MEX México         | 2:12.21 |                                  |
| 5                 | 7    | Gabriel Morelli     | ARG Argentina      | 2:12.83 | Recorde nacional                 |
| 6                 | 2    | Carlos Claverie     | VEN Venezuela      | 2:13.19 |                                  |
| 7                 | 1    | Marco Guarente      | VEN Venezuela      | 2:14.40 |                                  |
| 8                 | 8    | James Dergousoff    | CAN Canadá         | 2:15.00 |                                  |

Legenda
| Recorde mundial                  | Recorde mundial (World record)               |                       | Recorde africano                      | Recorde africano (African) |                                           | Q | Classificado por posição (Qualified) |
| Recorde dos Jogos Pan-Americanos | Recorde pan-americano (Pan-American record)  | Recorde da América    | Recorde da América (Americas)         | q                          | Classificado por melhor tempo (Qualified) |   |                                      |
| Melhor marca do ano              | Melhor marca do ano (World leading)          | Recorde asiático      | Recorde asiático (Asian)              | DNS                        | Não largou (Did not start)                |   |                                      |
| Recorde nacional                 | Recorde nacional (National record)           | Recorde europeu       | Recorde europeu (European)            | DNF                        | Não terminou (Did not finish)             |   |                                      |
| Recorde pessoal                  | Recorde pessoal do atleta (Personal best)    | Recorde da Oceania    | Recorde da Oceania (Oceania)          | DSQ / DQ                   | Desclassificado (Disqualified)            |   |                                      |
| Recorde da temporada             | Recorde da temporada do atleta (Season best) | Recorde sul-americano | Recorde sul-americano (South America) | NM                         | Sem marca (No mark)                       |   |                                      |